# HD 194244
HD 194244，又名BD+00 4495，SAO 125769、HR 7803，是一颗恒星，视星等为6.15，位于銀經45.03，銀緯-20.09，其B1900.0坐标为赤經20h 19m 31.7s，赤緯+0° -20.09′ 41″。